# Guzmania undulatobracteata
Guzmania undulatobracteata là một loài thực vật có hoa trong họ Bromeliaceae. Loài này được (Rauh) Rauh mô tả khoa học đầu tiên năm 1991.